# Glenn Saxson
Glenn Saxson, pseudonimo di Roel Bos (L'Aia, 5 marzo 1942), è un attore olandese.

## Biografia
È noto soprattutto per aver interpretato il ruolo di Kriminal nel primo e nel secondo film dedicato al personaggio di Max Bunker.
Dagli anni novanta inizia a lavorare per la televisione olandese, questa volta utilizzando il suo vero nome.

## Filmografia parziale

### Cinema
- Vayas con dios, Gringo, regia di Edoardo Mulargia (1966)
- Django spara per primo, regia di Alberto De Martino (1966)
- Kriminal, regia di Umberto Lenzi (1966)
- Il marchio di Kriminal, regia di Fernando Cerchio (1967)
- Il magnifico Texano, regia di Luigi Capuano (1967)
- Il lungo giorno del massacro, regia di Alberto Cardone (1968)
- Carogne si nasce, regia di Alfonso Brescia (1968)
- Luana, la figlia della foresta vergine, regia di Roberto Infascelli (1968)
- Addio, Alexandra, regia di Enzo Battaglia (1969)
- Io Cristiana studentessa degli scandali, regia di Sergio Bergonzelli (1971)
- Acqua e sapone, regia di Carlo Verdone (1983)

### Televisione
- Piazza di Spagna, regia di Florestano Vancini – miniserie TV (1992)

## Doppiatori italiani
Nelle versioni in italiano delle opere in cui ha recitato, Glenn Saxon è stato doppiato da:
- Adalberto Maria Merli in Django spara per primo, Vayas con Dios,Gringo!
- Riccardo Cucciolla in Carogne si nasce
- Giuseppe Rinaldi in  Kriminal
- Luciano De Ambrosis in Il lungo giorno del massacro
- Luciano Melani in Il magnifico Texano